# Rubiana
Rubiana (oficialmente y en gallego Rubiá) es un municipio de la provincia de Orense en Galicia. Establece la frontera natural entre Galicia y la provincia de León. 
Cuenta con una población de 1390 habitantes (INE 2024).

## Geografía
Integrado en la comarca de Valdeorras, se sitúa a 119 kilómetros de la capital provincial. El término municipal está atravesado por la carretera nacional N-120 entre los pK 438 y 451, así como por la carretera provincial OU-622, que comunica con el parque natural de la Sierra de la Encina de la Lastra. 
El relieve del municipio es predominantemente montañoso, localizándose al noroeste la zona más abrupta, la sierra de la Encina de la Lastra, que incluye el parque natural de la Sierra de la Encina de la Lastra, y que se extiende por la parte central y oriental del municipio. Por la zona oriental, el río Sil hace de límite con la provincia de León, recibiendo las aguas de los arroyos que descienden del Alto de Poleares (946 metros). Por la zona occidental discurren, entre las montañas de la sierra de la Aguja, que supera los 1100 metros de altitud, los ríos Meiral, Galir y Cigüeño, que también pertenecen a la cuenca del Sil. 
La altitud del municipio oscila entre los 1277 metros (Penaguillón), en el límite con El Barco de Valdeorras, y los 370 metros a orillas del Sil en el extremo suroriental del territorio. El pueblo se alza en una zona llana cercana al río Cigüeño, a 536 metros sobre el nivel del mar. 
| Noroeste: Oencia (León)          | Norte: Sobrado (León)         | Noreste: Carucedo (León)                                            |
| Oeste: El Barco de Valdeorras    |                               | Este: Puente de Domingo Flórez (León)                               |
| Suroeste: El Barco de Valdeorras | Sur: Carballeda de Valdeorras | Sureste: Puente de Domingo Flórez (León) y Carballeda de Valdeorras |

## Geografía humana

### Demografía
Cuenta con una población de 1390 habitantes (INE 2024).
| Gráfica de evolución demográfica de Rubiá entre 1842 y 2021 |
| |
| Población de derecho según los censos de población del INE Población de hecho según los censos de población del INEEn estos censos se denominaba Rubiana: 1842, 1857, 1860, 1877, 1887, 1897, 1900, 1910, 1920, 1930, 1940, 1950, 1960, 1970 y 1981 |

### Organización territorial
El municipio está formado por diecisiete entidades de población distribuidas en diez parroquias:
- Barrio y Castelo[7] (Nuestra Señora de la Asunción)[9]
- Biobra (San Miguel)
- Cobas (San Salvador)[6][10]
- Oulego (San Miguel)
- Pardellán[7] (San Esteban)[11]
- Porto[7] (San Cristóbal)[6][12]
- Quereño (San Cristóbal)[6][13]
- Robledo[7] (Nuestra Señora de la Concepción)[14]
- Rubiana[7] (Santa Marina)[15]
- Vega de Cascallana (Santa Cruz)[16]

## Corporación municipal
| Resultado elecciones municipales del 25 de mayo de 2015 en Rubiá |       |            |            |
| Nombre                                                           | Votos | Porcentaje | Concejales |
| Partido Popular de Galicia                                       | 635   | 57.94%     | 6          |
| Partido dos Socialistas de Galicia                               | 381   | 34.76%     | 3          |